# Покровсько-Стрешнєво (платформа)
Покро́всько-Стре́шнєво (рос. Покровско-Стрешнево), також неофіційно Покро́вське-Стре́шнєво (рос. Покровское-Стрешнево) — колишня зупинний пункт/пасажирська платформа Ризького напрямку Московської залізниці, у складі лінії МЦД-2. Розташована у Москві. 25 червня 2021 року, одночасно з введенням в експлуатацію платформи «Щукинська», платформа була закрита.
Безпересадкове сполучення здійснюється (найвіддаленіші точки на лютий 2013 року):
- На північ до/зі станції Шаховська
- На південь до/зі станцій Москва-Ризька, Серпухов

Розташована біля шляхопроводу Волоколамського шосе над залізничними коліями. Названа по садибі, поруч з якою була побудована. Поруч з платформою є парк Покровсько-Стрешнєво. За 980 м від платформи розташована станція метро «Щукинська».
Колишня станція. Раніше від неї прямували дві сполучні колії до Малого кільця Московської залізниці — до станцій Срібний Бір і Братцево, а також до станції Підмосковна в обхід пл. Ленінградська. Пасажирська платформа єдина, острівна. Вхід на платформу тільки по настилу через колії на захід від неї (фактично два — на Волоколамському шосе і до трамвайної зупинки Дитячий комбінат). Платформа не обладнана турнікетами, відноситься до другої тарифної зони.
Північна колія у платформи (в область) розташована в межах станції Підмосковна, так як вхідний світлофор знаходиться на захід від платформи, за трамвайним шляхопроводом (за примиканням під'їзної колії на північ). Південна колія є колією перегону Підмосковна — Тушино.

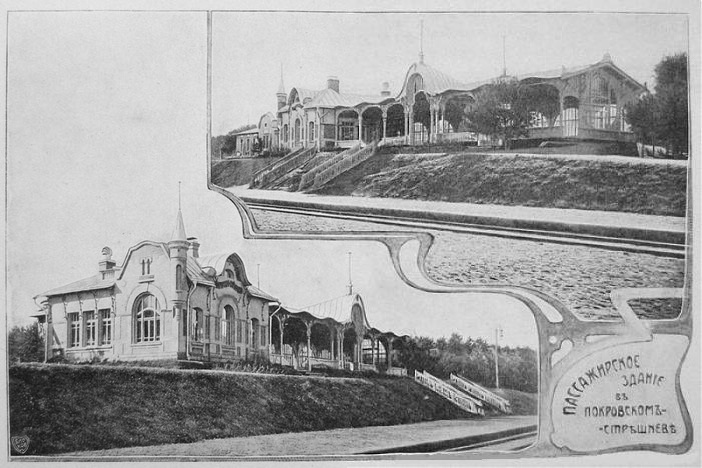
Будівля вокзалу станції Покровсько-Стрешнєво. Початок XX століття